# Valcour Aimé
Valcour Aimé (1798-1867), de son vrai nom François-Gabriel Aimé, est un richissime planteur esclavagiste et philanthrope américain, issu d'une famille créole française. Surnommé le « Louis XIV de la Louisiane », il est le premier raffineur de sucre à grande échelle de l'histoire de la Louisiane et le propriétaire de la plus grande plantation du territoire, The St. James sugar refireny, connue plus tard sous le nom « Le Petit Versailles ».

## Biographie
Né en 1798 à Opelousas, dans la paroisse de Saint-Landry en Louisiane, alors colonie espagnole, il était le fils de Francois Aimé II et Marie Felicité Julie Fortier. Valcour Aimé a épousé en juin 1816 Joséphine Roman puis hérita d'une fortune d'environ cent mille dollars et acheta une plantation dans la paroisse Saint-James, qui faisait travailler plus de 200 esclaves.
En 1830, une tentative d'utiliser la technique dite du "train de la jamaïque", avec le recours de la vapeur, fut effectuée sans succès dans la plantation du gouverneur André Bienvenu Roman, et des planteurs Valcour Aimé, Shepherd, David Robin, Camille Zeraing, et Kolliday. En 1831, la société Louisiana Sugar Refining Company, tentant à nouveau l'expérience, puis ce fut dans la plantation de M. Morgan, à Plaquemines, et Valcour Aimé, suivit comme d'autres planteurs ce mode de transformation, avant de suivre en 1842 Letorey sur sa plantation au Bayou Lafourche, tout comme les planteurs Armand, Lapice, Benjamin, Lesseps, Packwood, et Verloin.
Ce fut le premier planteur louisianais qui raffina du sucre sur une grande échelle. Il avait offert à chacune de ses filles une pension de 10 000 dollars par an. Félicie Aimé, la fille de Valcour Aimé, a épousé en 1849 son cousin germain, Alfred Roman (1824-1892), fils du gouverneur de la Louisiane André Bienvenu Roman, qui devient avocat puis en 1855 directeur du journal L'Autochtone, soutien du Know Nothing, organisé à la faveur du rejet de l'importante immigration irlandaise de la fin des années 1840 par les classes moyennes anglo-saxonnes protestantes, ce courant fut tout d'abord structuré par une société secrète avant de former un véritable parti en 1854, en rejoignant l'American Party.
Son beau-frère Jacques Telesphore Roman, frère du gouverneur, a fondé en 1837 l'autre grande plantation de la paroisse, Oak Alley Plantation. En 1844, la paroisse Saint-James comptait 21 plantations sur l'une des rives du Mississippi et 39 sur l'autre.